# Vesterø Havn
Vesterø Havn ist ein Ort im Nordwesten der dänischen Insel Læsø mit 350 Einwohnern (Stand: 1. Januar 2023).

## Verkehr
Vesterø Havn ist der Ankunftsort der einzigen und seit 1872 betriebenen Fährverbindung zwischen Læsø und dem Festland, genauer gesagt Frederikshavn. Der Fährhafen ist Heimathafen der beiden Fähren Margrete Læsø und Ane Læsø der Fährgesellschaft Læsø Færgeselskab. Am Fähranleger von Vesterø Havn beginnt die einzige Buslinie der Insel, die über Byrum nach Østerby Havn und zurück fährt. Die Fahrtzeit einmal um die Insel beträgt circa eine Stunde.
Der Hafen von Vesterø, Heimathafen von etwa 20 Fischkuttern, ist auch ein beliebter Yachthafen, der mit rund 2,90 m Wassertiefe etwa 150 Booten Platz bietet.  In den Sommermonaten wird der Südteil des Hafenbeckens für Yachten freigehalten, während das Fischerbassin im Norden von Sportbooten nicht genutzt werden soll. Der Hafen ist befeuert und ist tags und nachts problemlos über die Fahrrinne von Nordwesten ansteuerbar, die zwischen den Riffgebieten „Rønne Rev“ im Norden und „Laesø N.W. Rev“ im Westen des Hafens verläuft. Im Sommer werden am Hafen Konzerte und Hafenparties veranstaltet.

## Wirtschaft
Vesterø Havn ist der Hauptsitz der Læsø Fiskeindustri. Des Weiteren finden sich diverse kleinere Läden an der Hauptstraße. Die Haupteinnahmequelle ist der Tourismus, der durch Hotels, Ferienhäuser und den etwas außerhalb gelegenen Campingplatz bedient wird. Die ehemalige Kirche in Vesterø wurde zu einer Kuranlage umgebaut, die sehr stark von Touristen genutzt wird. Dort wird mit dem Læsø-Salz Kur betrieben.

## Sport
Vesterø Havn ist die Heimat des Vesterø Boldkluben.

## Museum
In Vesterø Havn befindet sich ein kleines Museum für Schifffahrt und Fischerei.